# Halowe Mistrzostwa Świata w Lekkoatletyce 1989 – bieg na 400 m kobiet
Bieg na 400 metrów kobiet – jedna z konkurencji biegowych rozgrywanych podczas halowych mistrzostw świata w  hali Sport Csárnok w Budapeszcie. Eliminacje i półfinały zostały rozegrane 3 marca, a bieg finałowy 4 marca 1989. Zwyciężyła reprezentantka Republiki Federalnej Niemiec Helga Arendt, która w finale ustanowiła rekord mistrzostw z czasem 51,52 s. Tytułu zdobytego dwa lata wcześniej w Indianapolis nie broniła Sabine Busch z NRD.  

## Rezultaty

### Eliminacje
Rozegrano 3 biegi eliminacyjne, do których przystąpiło 14 biegaczek. Awans do półfinałów wywalczyły zawodniczki, które zajęły dwa pierwsze miejsca w swoim biegu eliminacyjnym (Q) oraz sześć zawodniczek z najlepszymi czasami wśród przegranych (q).
Opracowano na podstawie materiału źródłowego.

#### Bieg 1
| Miejsce | Zawodniczka     | Czas  | Uwagi |
| ------- | --------------- | ----- | ----- |
| 1       | Maree Holland   | 52,90 | Q,    |
| 2       | Marina Szmonina | 53,03 | Q     |
| 3       | Judit Forgács   | 53,33 | q     |
| 4       | Jearl Miles     | 53,33 | q     |

#### Bieg 2
| Miejsce | Zawodniczka        | Czas  | Uwagi |
| ------- | ------------------ | ----- | ----- |
| 1       | Diane Dixon        | 53,15 | Q     |
| 2       | Jillian Richardson | 53,36 | Q     |
| 3       | Erzsébet Szabó     | 53,41 | q     |
| 4       | Marcia Tate        | 53,53 |       |
| 5       | Angela Piggford    | 53,69 |       |

#### Bieg 3
| Miejsce | Zawodniczka       | Czas  | Uwagi |
| ------- | ----------------- | ----- | ----- |
| 1       | Sally Gunnell     | 52,91 | Q     |
| 2       | Charmaine Crooks  | 53,22 | Q     |
| 3       | Helga Arendt      | 53,31 | q     |
| 4       | Marina Charłamowa | 53,44 | q     |
| 5       | Iolanda Oanță     | 53,50 | q     |

### Półfinały
Rozegrano 2 biegi półfinałowe, w których wystartowało 12 biegaczek. Awans do finału dawało zajęcie jednego z trzech pierwszych miejsc w swoim biegu (Q).
Opracowano na podstawie materiału źródłowego.

#### Bieg 1
| Miejsce | Zawodniczka        | Czas  | Uwagi |
| ------- | ------------------ | ----- | ----- |
| 1       | Diane Dixon        | 52,12 | Q     |
| 2       | Jillian Richardson | 52,17 | Q     |
| 3       | Maree Holland      | 52,21 | Q,    |
| 4       | Marina Charłamowa  | 52,23 | [ 3 ] |
| 5       | Charmaine Crooks   | 52,52 |       |
| 6       | Judit Forgács      | 53,86 |       |

#### Bieg 2
| Miejsce | Zawodniczka     | Czas  | Uwagi |
| ------- | --------------- | ----- | ----- |
| 1       | Helga Arendt    | 52,99 | Q     |
| 2       | Marina Szmonina | 52,33 | Q     |
| 3       | Sally Gunnell   | 52,35 | Q     |
| 4       | Iolanda Oanță   | 52,93 |       |
| 5       | Erzsébet Szabó  | 52,93 |       |
| 6       | Jearl Miles     | 53,28 |       |

### Finał
Opracowano na podstawie materiału źródłowego.
| Miejsce | Zawodniczka        | Czas  | Uwagi |
| ------- | ------------------ | ----- | ----- |
| 1       | Helga Arendt       | 51,52 | [ 5 ] |
| 2       | Diane Dixon        | 51,77 | [ 5 ] |
| 3       | Jillian Richardson | 52,02 |       |
| 4       | Maree Holland      | 52,17 | [ 5 ] |
| 5       | Marina Szmonina    | 52,44 |       |
| 6       | Sally Gunnell      | 52,60 |       |